# Znamię Kaina
Znamię Kaina (ang. The Mark of Cain) – brytyjski film wojenny z 2007 roku w reżyserii Marca Mundena. Zdjęcia kręcono w Tunezji oraz w Boltonie (hrabstwo Wielki Manchester).

## Fabuła
Akcja rozgrywa się w 2003. Shane Gulliver i Mark Tate, dwaj 18-latkowie, są żołnierzami plutonu armii brytyjskiej, stacjonującego w Iraku. Podczas patrolu zostają zaatakowani przez separatystów i w wyniku strzelaniny ginie dowódca plutonu Godber. Morale w oddziale drastycznie spada. Zgodnie z otrzymanymi rozkazami, żołnierze zaczynają przetrząsać okoliczne domostwa, szukając sprawców zamachu. Frustracja i gniew powodują, iż ich zachowania zaczynają wymykać się spod kontroli, co odbija się na postępowaniu wobec zatrzymanych osób. 
Po powrocie do Anglii porzucona dziewczyna Gullivera postanawia zemścić się na nim i po kryjomu zabiera mu zdjęcia z Iraku, przedstawiające pastwienie się żołnierzy nad jeńcami i przekazuje je brytyjskiej policji. W mediach rozpętuje się piekło i nagonka na „zgniłe jabłka” brytyjskiej armii.

## Obsada
- Matthew McNulty jako Shane Gulliver
- Gerard Kearns jako Mark „Treacle” Tate
- Leo Gregory jako Quealy
- Shaun Dooley jako Gant
- Naomi Bentley jako Shelley
- Shaun Dingwall
- Dhaffer L’Abidine jako Omar Abdullah
- Alistair Petrie jako Rod Gilchrist